# Acrolophus praetusalis
Acrolophus praetusalis är en fjärilsart som beskrevs av Walker 1858. Acrolophus praetusalis ingår i släktet Acrolophus och familjen Acrolophidae. Inga underarter finns listade i Catalogue of Life.